# Esthemopsis caerulea
Esthemopsis caerulea är en fjärilsart Esthemopsis caerulea ingår i släktet Esthemopsis och familjen Riodinidae. Inga underarter finns listade i Catalogue of Life.